# Ghelasie Gheorghe

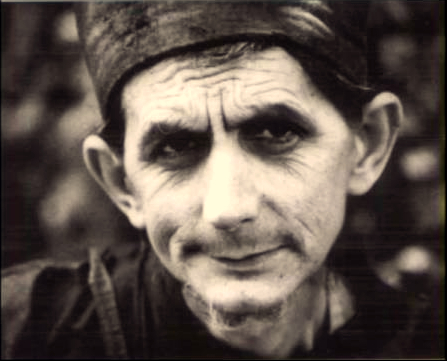
Ghelasie Gheorghe, Fotografie de Marius Caraman

Ghelasie Gheorghe (Gheorghe Teodor Popescu) (n. 18 martie 1944, sat Șerbănești, comuna Sălătrucel Loviștea, județul Vâlcea – 2 iulie 2003, Mănăstirea Frăsinei) a fost un călugăr român care, după ce a ucenicit pe lângă Arsenie Praja Pustnicul, în Munții Râmețului, a intrat în anul 1973 în obștea de la Mănăstirea Frăsinei, unde și-a petrecut toată viața. În tinerețe, având dorința de a urma Facultatea de Medicină din Cluj, a frecventat între 1962-1964 cursurile unei școli tehnico-sanitare clujene. După încheierea școlii a lucrat ca laborant medical la Abrud, unde a avut loc întâlnirea cu viitorul său mentor Arsenie, supranumit „pustnicul de pe Cheile Râmețului”. Ulterior, la Frăsinei, după ce a intrat în obște, a rămas aproape două decenii ca („fratele Gheorghiță”), devenind abia după 1990 ieromonah și preot.  

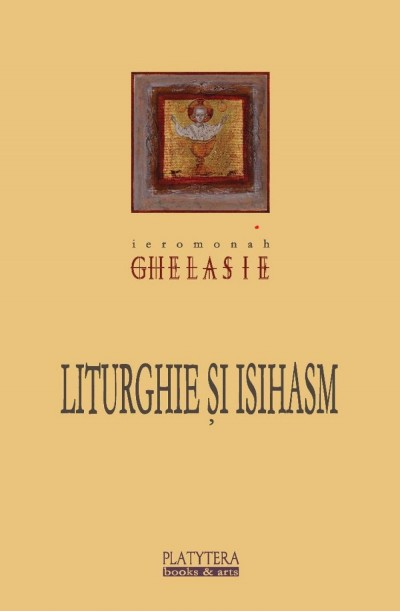

A fost autor a numeroase scrieri de mistică isihastă, care au început să se publice odată cu începutul anilor 1990, mai întâi în reviste, apoi în volum. Aceste publicații au atras interesul lumii intelectuale, și astfel mulți dintre cei care s-au arătat interesați de autor, dorind să-l cunoască personal, au ajuns la Mănăstirea Frăsinei tocmai cu acest scop. Părintele Ghelasie (sau Avva Ghelasie) a avut în jurul său, în timpul vieții, un cerc de tineri monahi cu interese teologic-intelectuale, având lecturi de filozofie, psihanaliză, teologie răsăriteană și apuseană, literatură. Dar influența sa cea mai evidentă s-a produs asupra mirenilor, mulți dintre aceștia fiind profesori, cercetători, scriitori. Promotor al unei mistici cu „specific carpatin", deci cu tentă locală și națională (fără a avea deloc accente naționaliste), Ghelasie Gheorghe a devenit, cu timpul, o figură importantă a monahismului românesc contemporan. În prezent, în paralel cu publicarea scrierilor sale antume sau postume, au loc foarte frecvent evenimente care îi sunt dedicate (seminarii, comunicări, colocvii).

## Învățătura
Înțeleasă ca „o vorbire proprie“ despre marile teme ale teologiei, liturgicii, asceticii și misticii creștine, învățătura expusă în scrierile lui Ghelasie Gheorghe se prezintă ca o restituire a acestor teme în spiritul și specificitatea unei „tradiții carpatine“ – tradiție locală a pustnicilor de pe Cheile Râmețului, unde călugărul de la Frăsinei și-a început viața monahală.

### Chipul iconic
Tema chipului iconic este una centrală în scrierile mistice ghelasiene și, departe de a reprezenta o inovație excentrică în raport cu tradiția răsăriteană, ea valorifică și amplifică teologia icoanei, așa cum a fost aceasta formulată ca răspuns al ortodoxiei bizantine la contestările și atacurile iconoclaste din secolele VIII-IX, dar și cum a fost reluată în veacul al XIV-lea, al Renașterii patristice, de către sfinții Nicolae Cabasila și Grigore Palama. Iconologia (și iconodulia) este ridicată la rangul și la anvergura unui discurs ce se organizează, totalizator, în jurul „iconicului“ – înțeles ca legătură primă și ultimă între Dumnezeu și om. Desigur, centrarea pe acest aspect se datorează unei practici a devoțiunii care a constituit specificul amintitei „tradiției carpatine“, sinonimă cu isihasmul de pe Cheile Râmețului.
Sintagma „chip iconic“ – doar în aparență pleonastică – reprezintă punctul de plecare al unui efort de primenire a conținutului teologic tradițional, cu ramificații în ontologia, antropologia și liturgica creștină. Este astfel reconfigurat și finisat teologal ceea ce se înțelege îndeobște prin „chipul lui Dumnezeu în om“ – un topos configurat inițial după model platonician, ca „amprentă“ (reflectare sau imitație) în uman a Chipului divin (cf. Geneza 1, 26). Ceea ce, desigur, implică un înțeles potrivit căruia „amprenta“ e inevitabil inferioară originalului, în ciuda asemănării. Teologia mistică configurată în jurul noțiunii de „chip iconic“ vine să înlăture această schemă platonică de interpretare a textului biblic, eliberând un înțeles potrivit căruia „chipul de om“ (chipul de „Fiu al omului“) a fost configurat de Fiul lui Dumnezeu ca al Său încă „înainte ca lumea să fie“ (cf. Ioan 1, 11 și 17, 5). Este, ontologic vorbind, nu doar chip kenotic, ci unul prin care „S-a arătat“ și „Se arată“, dincolo de timp, Tatălui. Teologia trinității capătă astfel, prin ideea de „chip iconic“ atemporal, o nuanță în plus. Totodată, chipul În-omenirii lui Dumnezeu se va realiza și ontic (ontologic), „la plinirea vremii“ (Galateni 4, 4). Omul (ebr. Adam, אדם) a fost „iconizat“ de Fiul și învestit astfel, dinaintea creației, cu statutul unei ipseități de neșters. Dar și întreaga creație – văzută și nevăzută – a fost făcută tot „întru El“ (Coloseni 1, 15-16)
Sintagma „chip iconic“ trimite, deci, la o hristologie „tare“, în care prestigiul naturii umane a Fiului, „iconizată“ dincolo de timp, este afirmat clar; această reînnoită încercare de a gândi „sintaxa“ divino-umanității Fiului organizează, în consecință, toposul relațional om–Dumnezeu într-o dispunere biaxială, simultan „față către față“ și „sus–jos“, dispunere care este specifică doar creștinismului și care permite „egalitatea de prezență deodată“ a divinului și umanului. Ea afirmă posibilitatea ridicării omului, datorită Întrupării Fiului, la apogeul unei specii sui generis a „egalității“ cu Dumnezeu, conjugată simultan – într-un desen cruciform – cu dispunerea ierarhic „superioară“ a lui Dumnezeu față de om, pe care o susțin, de altfel, și religiile, însă în mod unilateral (iar, în termeni diferiți, orice metafizică).
Această „teo-antropometrie“ de forma crucii își va pune pecetea asupra tuturor temelor-forță ale teologiei, liturgicii și misticii creștine; așa încât Tradiția apostolică și patristică ne este restituită ca eliberată in corpore de impasurile unei interpretări vulgar (și excesiv) platonizante a Revelației biblice – interpretare ce riscă, întrucât rămâne atașată unei scheme anagogice, să deprecieze corpul uman (și, în general, vizibilul) față de spirit (respectiv, de invizibil), dar și corpul plastic-liturgic al ritualului (inclusiv al icoanei propriu-zise și al euharistiei) în raport cu elanul spiritual-mistic. Dimpotrivă, mistica și liturgica reașezate sub semnul „iconicului“ echilibrează, în modalitate cruciformă, corpul cu spiritul, vizibilul cu invizibilul, icoana și euharistia cu asceza și mistica; într-un cuvânt, axa anagogică cu cea isagogică în relația omului cu Dumnezeu.
Sursele (și totodată confirmările) patristice ale acestei restituiri sunt, în special, scrierile sfinților Dionisie Areopagitul, Maxim Mărturisitorul și Grigorie Palama, care ne apar într-o lumină proaspătă și, nu de puține ori, inedită.

## Portrete

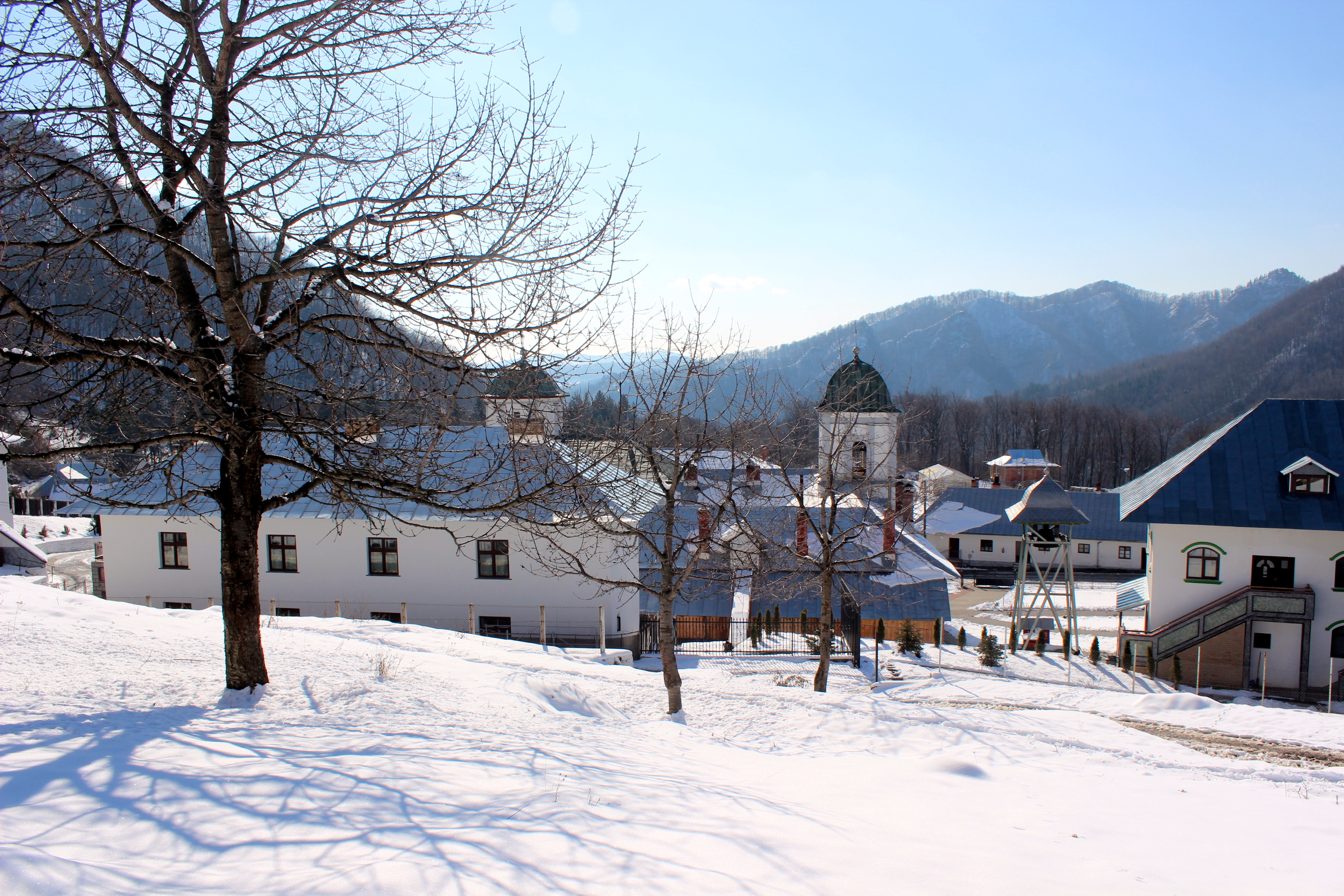
Mănăstirea Frăsinei, 2018

„Părintele Ghelasie nu a fost un om obișnuit. Deși simplu, vedea lucrurile într-un mod special. Mișcări legănate, gesturi alese, cu privirea senină îndreptată spre cer, glasul clar și blând, înfățișare iconică cu trăsături grav ascetice, cu râvnă neobosită spre frumos și spre albastrul pufos al cerului, lipsit de barbă (uneori, o mândrie ascunsă a călugărului), aducea la iveală un al doilea Pavel Xiropotamul. Firesc, la asemenea viață, asemenea limbaj. Se exprima liber, spontan, fără reținere sau prejudecăți, așa cum și trăia. Deși iubea tăcerea, nu putea să treacă pe lângă om și să nu-i zică cuvânt de bucurie. Totdeauna sprinten, zglobiu, medita și scria cu același randament. Era foarte iubit și apreciat de tineret și de lumea intelectuală, spre surprinderea multor călugări împreună-viețuitori. Acestea nu erau decât un dar al duhului lui Dumnezeu, lucru pe care nu-l vedea oricine. Slujea la altar ca un copil lipsit de patimi, legănându-se de parcă ar fi vrut să ne odihnească pe noi. Cearta dintre oameni era singurul lucru care îl intimida. Nu știa cum să reacționeze și nu reacționa, doar suferea. Se mâhnea uneori, dar nu era trist. Era foarte interesat de medicina curată a lui Dumnezeu. Gândea ca un biolog, se orienta ca un geograf, se exprima ca un om de știință și se ruga ca un înger, uitând de trup. Nu purta haine alese sau călcate, nici încălțăminte moale sau modernă.” – iconar Ilie Bobăianu

## Lucrări
- Scrieri isihaste, Editura Platytera, București, 2005. (pdf)
- Memoriile unui isihast, volumele. 1 și 2, ed. îngrijită de Florin Caragiu, Editura Platytera, București, 2006. (volumul 1 pdf)
- Medicina isihastă, Editura Platytera, București, 2007.
- Dialog în absolut, ed. îngrijită de Florin Caragiu, Editura Platytera, București, 2007 (pdf).
- Trăirea mistică a liturghiei (I. Ritualul Liturghiei Hristice; II. Isihasm, Trăirea Mistică a Liturghiei; III. Biserica, Liturghia Euharistiei, Trupul Înveșnicirii lumii), Editura Platytera, București, 2009.
- Moșul din Carpați - Mistica Iconică, Editura Platytera, București, 2009.
- Mystagogia icoanei (I. Mystagogia Icoanei; II. Vederea prin Lumina Harică. Mystagogie Filocalică; III. Isihasm, Taina Chipului Treime), Editura Platytera, București, 2010.
- Mic acatistier. Pravilă Carpatină, Editura Platytera, București, 2010.
- Taina hranei. Rețetele medicinii isihaste (I. Rețetele Medicinii Isihaste; II. Între boală și Viață; III. Cerealele, între Sacru și Medicină), Editura Platytera, București, 2011.
- Rețetele medicinii isihaste, Editura Platytera, București, 2011.
- Taina fliației (I. Logosul Hristic; II. Hristos, Trupul Lumii și al Veșniciei; III. Isihasm, Taina Chipului Maicii Domnului; IV. Icoana Chipului Maicii Domnului; V. Isihasm, Taina Sfinților; VI. Părinții, Sacralitatea Lumii), Editura Platytera, București, 2011.
- Acatistier-Sinaxar: Sfinții Români, Editura Platytera, București, 2013.
- Moșul din Carpați (I. Moșul din Carpați. Neofit Pustnicul, II. Specificul filocalic al Pustnicului Neofit Carpatinul), Editura Platytera, București, 2013 (ediția a II-a, ed. Platytera, București, 2017).
- Chipul Omului (I. Chipul Omului, II. Ecce Homo, III. Omul, HOTARUL de Taină), Editura Platytera, București, 2014.
- În căutarea unei psihanalize Creștine (I. În Căutarea unei Psihanalize Creștine, II. În căutarea unei Psihologii Creștine, III. În Căutarea unei Medicini Creștine; IV. Cina cea de Taină), Editura Platytera, București, 2014.
- Practica Isihastă (I. Practica Isihastă, II. Isihasm, III. Rugăciunea; IV. Inima, Taină și Grăire), Editura Platytera, București, 2014.
- Memoriile Originii (I. Din Memoriile Originilor, II. Un Dialog despre Originile Lumii, III. Pe Urme Antropologice), Editura Platytera, București, 2015.
- Mic dicționar isihast (I. Mic Dicționar de Isihasm, II. Minidogmatica Teologicului Mistica Creștin, III. Mic Dicționar de Isihasm (II)), Editura Platytera, București, 2015.
- Foaie de Practică Isihastă, Editura Platytera, București, 2016.
- Răspuns de Apărare (I. Răspuns de Apărare, II. Dialoguri diogenice cu Părintele Ghelasie, III. Interviuri.Convorbiri), Editura Platytera, București, 2016.
- Imnografie I, Editura Platytera, București, 2016.
- Imnografie. Acatistier II, Editura Platytera, București, 2016.
- Rețetele Medicinei Isihaste pentru cei grav bolnavi, Ed. Platytera, 2016.
- Medicina Isihastă. Taina Vindecării, Editura Platytera, 2017.
- Memoriile unui Isihast. Filocalie Carpatină, vol. I, Editura Platytera, 2017.
- Memoriile unui Isihast. Filocalie Carpatină, vol. II, Editura Platytera, 2017.
- Pateric Carpatin. File de Isihasm (ediție îngrijită de Florin Caragiu), ed. Platytera, 2017.

## Volume despre autor
- ***, Părintele Ghelasie de la Frăsinei - Iconarul Iubirii Dumnezeiești, Editura Platytera, București, 2004.
- ***, Ghelasie Isihastul, Iubitorul de Dumnezeu, Editura Platytera, București, 2004.
- Florin Caragiu, Cuviosul Ghelasie Isihastul, Editura Platytera, București, 2004.
- ***, Avva Ghelasie, Cuvântătorul de Dumnezeu, Editura Platytera, București, 2005.
- Gheorghe Mustață, Crucea Avvei Ghelasie, Editura Platytera, București, 2008.
- Daniel Lemeni, Luigi Bambulea, Mirela Ienculescu, Florin Caragiu, Diana Miloș, Marius Dumitru Linte, CHIPUL ICONIC. Crochiuri antropologice/ Reflexii ale chipului mistico-teologic ghelasian, volum coordonat de pr. Neofit, cu o Prefață de ÎPS Acad. dr. Irineu, Mitropolitul Olteniei, Editura Platytera, 2012.
- Florin Caragiu, Luigi Bambulea, Mirela Ienculescu, Carmen Caragiu-Lasswell, Marius Dumitru Linte, CHIPUL ICONIC. Crochiuri antropologice/ Reflexii ale chipului mistico-teologic ghelasian (II), volum coordonat de pr. Neofit, Editura Platytera, 2012.
- Florin Caragiu, Claudia Țâțu, Dan Popovici, Carmen Caragiu-Lasswell, Marius Dumitru Linte, CHIPUL ICONIC. Crochiuri antropologice/ Reflexii ale chipului mistico-teologic ghelasian (III), volum coordonat de pr. Neofit, Editura Platytera, 2013.
- Florin Caragiu, Dan Popovici, Carmen Caragiu, Marius Dumitru Linte, CHIPUL ICONIC. Crochiuri antropologice/ Reflexii ale chipului mistico-teologic ghelasian (IV), volum coordonat de pr. Neofit, Editura Brumar, 2015.
- Gabriel Memelis, Florin Caragiu, Dan Popovici, Marius Dumitru Linte, CHIPUL ICONIC. Crochiuri antropologice/ Reflexii ale chipului mistico-teologic ghelasian (V), volum coordonat de pr. Neofit, Editura Brumar, 2016.
- Dan Popovici, Florin Caragiu, Arhim. Hristofor Bucur, Marius Dumitru Linte (cu o Prefață de ÎPS Varsnufie al Râmnicului), CHIPUL ICONIC. Crochiuri antropologice/ Reflexii ale chipului mistico-teologic ghelasian (VI), volum coordonat de pr. Neofit, Editura Platytera, 2017.

## Foto / audio/video
- Grupaj foto (Părintele Ghelasie de la Frăsinei).
- Ghelasie Gheorghe, Avva și ucenicul (audio), martie 2001.
- Virgil Ciomoș, De la discurs la imagine. Note asupra apofatismului creștin, Conferință inaugurală în Cadrul Colocviului Ghelasie Gheorghe, 2009.
- Înregistrări video de la Colocviul dedicat Părintelui Ghelasie, 2009
- http://chipuliconic.ro/index.php?id=video

## Mărturii
- Blog de medicină isihastă, (cuprinzând o biografie și scrieri despre medicină ale călugărului de la Frăsinei.)
- http://www.chipuliconic.ro/
- http://chipuliconic.ro/index.php?id=volume_editate
- Ionel Popescu, Din zicerile sfaturile și cugetările Părintelui Ghelasie, în: Chipul Iconic, Ed.Platytera, 2004, pp. 197-200.
- Iulian Costache, Neverosimilul și nebănuitul Părinte Ghelasie, în: Chipul Iconic, Ed.Platytera, 2004, pp. 216-222.
- Cătălin Cioabă, Literă moartă, literă vie. , în: Chipul Iconic, Ed.Platytera, 2004, pp. 200-207.
- Ionel Popescu, Mărturii, în: Chipul Iconic, Ed.Platytera, 2004, pp. 188-200.
- Adrian Lemeni, Taina unei întâlniri semnificative, în: Chipul Iconic, Ed.Platytera, 2004, pp. 52-57.

## Traduceri
- Ieromonk Ghelasie Gheorghe: The Mystical Living Experience of the Liturgy (translation from Romanian by Alice Butnar).
- Hieromönch Ghelasie Gheorghe: Der Hesychasmus, die Mystik der Liturgie Christi  (Übersetzung aus dem Rumänischen von Monica Lassarén).
- Dialogues «diogéniques» avec le Père Ghelasie (III): "Le geste rituel" (trad. par Sonia Berbinski).